# ダン・インガルス
ダン・インガルス（Daniel Henry Holmes Ingalls Jr., 1944年 - ）は、オブジェクト指向コンピュータープログラミングのパイオニアであり、5世代に渡るSmalltalk環境の主要なアーキテクトかつデザイナーで実装者である。彼は1976年にSmalltalkを実用化するバイトコード化された仮想マシンを設計した。また、ビットブリット、今日のほとんどのビットマップコンピュータグラフィックスシステムの基礎となる汎用グラフィック操作、およびポップアップメニューを発明した。彼は、組み込みのスケーリング、回転、およびアンチエイリアシングを使用して、BitBltの一般化を任意の色深度に設計した他、SmalltalkのSqueakバージョンに大きく貢献している。これには、Smalltalk自体で記述され、SmalltalkからC言語へのトランスレータにより移植可能な効率化された元の概念が含まれる。

## 教育
インガルスは、ハーバード大学で物理学の学士号（BA）を取得し、スタンフォード大学で電気工学の理学修士（MS）を取得している。スタンフォード大学で博士号（Ph.D.）取得を目指して働いている間、彼は完成したソフトウェア測定の発明を販売する会社を立ち上げ、アカデミーの世界には戻らなかった。

## 職歴
インガルスの最初の有名な研究は、 パロ・アルト研究所で行われ、そこで彼はアラン・ケイとの生涯にわたる研究協会を開始し、Smalltalkで受賞歴のある研究を行った。彼はAppleの研究機関Advanced Technology Groupに移ったが、バージニア州ホットスプリングスで家族経営のホームステッド・リゾートを経営するためにしばらく研究を辞めていた。復帰後、インターバル・リサーチ・コーポレーションで働き、Appleに戻った。 Xeroxから始めて、次にAppleで、ビジュアルプログラミング言語と統合開発環境（IDE）であるFabrikを開発した。これは、新しいコンポーネントと便利なアプリケーションソフトウェアを構築するために「配線」できるコンピューティングコンポーネントとユーザーインターフェイスコンポーネントのキットで構成されている。
彼はヒューレット・パッカードの研究所に移り、そこでSqueakのモジュールアーキテクチャを開発した。彼はまた、自宅のコンピューターに地域の気象データを表示する小さな会社、Weather Dimensions、Inc.を設立し、現在も運営している。
インガルスはSun Microsystemsで著名なエンジニアとして働き、研究部門Sun Labsで働いた。彼の最新のプロジェクトは、 Lively Kernelという名前のJavaScript環境である。これにより、 Webブラウザー内からライブのインタラクティブなWebプログラミングとオブジェクトを使用できる。
インガルスはSmalltalkの研究で最もよく知られているが、サンスクリット語の教授であった父ダニエル・H・H・インガルス・シニアに頼まれ、デーヴァナーガリー文字の光学文字認識システムを開発したことでも知られている。
彼は、カリフォルニア州アプトスのリオ・デル・マールの海岸近くに妻のキャサリーン・ガラスと住んでおり、SmalltalkのSqueak実装の開発、JavaScriptの研究、現在はHasso Plattner InstituteにあるLively Kernel Projectに貢献している。
インガルスは 2010年、SAPのパロアルト研究所にフェローとして移籍した。SAPのテクノロジービジョン、方向性、実行を導くチーフサイエンティストチームの重要なメンバーであった。
2016年より、Yコンビネータの主席研究者であり、 Lively Web live object systemを引き続き研究開発している。

## 賞
1984年、インガルスは、ビットブリットを含むパロアルト研究所での研究により、Association for Computing Machinery （ACM）のGrace Murray Hopper Award for Outstanding YoungScientistを受賞した。1987年には、アラン・ケイ、アデル・ゴールドバーグとともに、初の完全なオブジェクト指向プログラミング・ソフトウェアシステムであるSmalltalkの研究により、ACMソフトウェアシステム賞を受賞した。2002年には、アデル・ゴールドバーグと共同で、Dr. Dobb's Excellence in Programming awardを受賞した。